# Замочити бабцю
Бабцьовбивці (англ. The Ladykillers) — американський трилер 2004 року режисерів братів Коен.

## Сюжет
Голдсвейт Хіггінсон Дорр, дивний професор з південних штатів, розробляє план пограбування казино, що базується на річковому кораблі. Він збирає команду злодіїв, винаймає для них кімнату в будинку, власницею якого є одна стара дама, місіс Мансон.

## У ролях
| Актор            | Персонаж            | Роль                                          |
| ---------------- | ------------------- | --------------------------------------------- |
| Том Генкс        | Голдсвейт Хіггінсон | керівник банди грабіжників                    |
| Джонатан Сіммонс | Гарт Пенкейк        | експерт з вибухівки, підривник                |
| Даян Делано      | «Гірська дівчина»   | подружка та партнерка Пенкейка                |
| Ці Ма            | «Генерал»           | експерт з прокладання тунелів                 |
| Раян Герст       | Ламп «Брила» Гадсон | експерт з грубої сили                         |
| Марлон Ваянс     | Гевейн МакСем       | прибиральник у казино, інформатор грабіжників |
| Стівен Рут       | містер Гадж         | менеджер казино                               |
| Ірма Голл        | Марва Мансон        | вдова, яка здає в оренду будинок              |
| Джордж Воллас    | містер Вайнер       | місцевий шериф                                |
| Елдіс Годж       |                     | ганстер                                       |